# Mirza Shafi Vazeh
Mirza Shafi Vazeh (en azerí: Mirzə Şəfi Vazeh; en persa: میرزا شفیع واضح) - fue un poeta y escritor azerbaiyano.

## Vida
Mirza Shafi Vazeh nació aproximadamente en 1792, en la ciudad de Ganya. El padre de Mirza Shafi, Karbalayi Sadig fue arquitecto del kan de Ganya hasta el año 1804. Karbalayi Sadig tenía dos hijos. Uno de sus hijos – Abdulali fue aprendiz de un cantero. Su segundo hijo Shafi estudiaba en la medersa de Shah Abbas en Ganya. En 1804, tras la ocupación de la ciudad de Ganya por el ejército zarista bajo el mando de Pável Tsitsiánov, el kanato de Ganya llegó a su fin. Karbalayi Sadig casi se quedó sin sustento. 
Él depositó todas sus esperanzas en Shafi, tal vez este niño un día se convertirá en un teólogo conocido. Pero el padre Sadig no pudo llegar a ver su sueño hecho realidad. Las preocupaciones e inquietudes por la familia le llevaron a este pobre hombre solitario a la tumba. Finalmente, debido a este deceso sus hijos quedaron en la orfandad. 

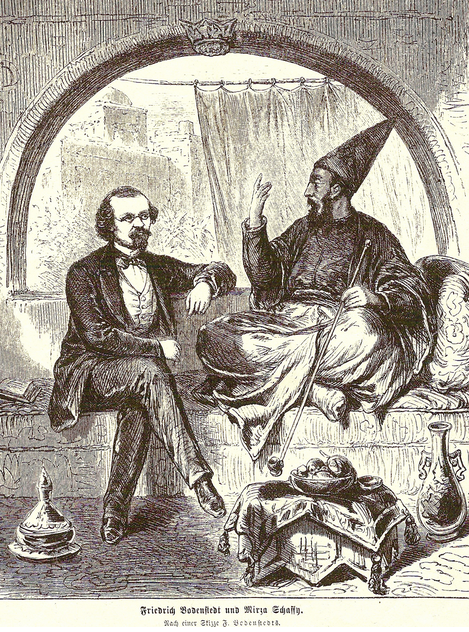
Con Friedrich Bodenstedt.

Uno de los hombres de cultura de su tiempo, propagandista activo del sufismo, Hayí Abdulla, tras su regreso de Tabriz a Ganya se convierte en mecenas del joven Shafi, hecho que tendrá un impacto importante en el desarrollo del futuro poeta. Es que Shafi aun cuando estudiaba en la medersa se interesaba por el sufismo y en la idea panteístico - filosófica del Oriente. Porque sin conocer estas ideas no era posible entender a los poetas como Hafez de Shiraz, Fuzûlî, Omar Jayam, Sa'di.
Las opiniones heréticas de Shafi en las conversaciones con los teólogos de Ganya y el apoyo de Hayi Abdulla durante estas disputas no se quedaron sin consecuencias, al futuro poeta lo excluyeron de la medersa. Gracias a recomendaciones de Hayí Abdulla Shafi comenzó a trabajar para la hija del difunto Yavad kan, Puste janim para administrar asuntos relacionados con documentos. Desde aquel tiempo Shafi fue conocido como Mirza Shafi. 
En 1826 dio inicio la guerra entre Irán y Rusia. Los iraníes invadieron a Ganya. Ellos lograron quedarse en la ciudad de Ganya que se había entregado bajo el poder de Ugurlu kan, hijo de Yavad kan, sólo tres meses. Después de la derrota de los iraníes en Shamkir y su expulsión de Ganya Ugurlu kan corre hacia Irán junto con su hermana Puste janim. 
A consecuencia de esto Mirza Shafi trató de ganarse la vida de alguna manera, copiando los libros de los teólogos musulmanes. En 1831 murió su adepto y patrón, Hayí Abdulla. 
Cuando murió dejó un testamento con unos cientos rublos para Mirza Shafi. Shafi puede saldar sus deudas y mejoró sus condiciones financieras. Sólo en forma temporal. Por otro lado, la creación de las tipografías convirtieron su trabajo de caligrafía en algo casi inútil. Shafi cayó en una situación bastante grave. Mirza Shafi se ve obligado a vivir dando clases individuales del árabe y persa.
En noviembre del año 1840 el dramaturgo y filósofo célebre de Azerbaiyán, Mirza Fatali Ajundzada ayudó a Mirza Shafi a conseguir el cargo de maestro en la escuela de distrito en Tbilisi. Hasta el final de su vida trabajó allí. No fue sino hasta 1848 cuando regresó a Ganya para establecerse durante dos años e impartiendo clases en la escuela de distrito en Ganya. Cuando él trabajó en Tbilisi escribió junto con V.V.Grigoryev uno de los primeros libros de texto de la lengua azerí-turca Kitabi-turki. 
Este libro se publica en una de las tipografías de Tabriz. El nombre completo y oficial del libro era así: “Crestomatía del dialecto azerbaiyano elaborada por el maestro Grigoryev y Mirza Shafi Sadig oglu”. Los ejemplos de “Frases sabias e instrucciones” manifestados en este libro por Mirza Shafi, más tarde, fueron publicados otra vez por Bodenstedt sin indicar el autor. 
Mirza Shafi falleció el día 16 de noviembre de 1852 en Tbilisi. El poeta olvidado y privado de sus derechos cuando estaba vivo fue despojado después de su muerte. Cuando mudaron el cementerio azerí, ubicado detrás del Jardín botánico en Tbilisi después de la guerra, ninguno de sus compatriotas protestó contra la ofensa al espíritu de este gran poeta.

## Creación
Mirza Shafi en Tbilisi cayó en un ámbito nuevo para él. Sin cortar los lazos con el ámbito literario de Ganya. La sociedad literaria Divani-hikmat creada por Mirza Shafi en Ganya actualmente está funcionando en Tbilisi. Durante el período de su vida en que se estableció en Tbilisi tuvo el honor de conocer a Abbasgulu Bakıjanov, Mirza Fatali Ajundzada, poetas como Naymi, Naseh, Mirza Hasan, Molla Abdulla, Hayi Abdulla, Mirza Yusif, Hayi Yusif Gane u otros. 
Todos ellos eran miembros de Divani-Hikmat. En la sociedad, integraron literatos y orientalistas rusos y georgianos. Los numerosos científicos y poetas europeos que vivían entonces en Tbilisi también participaron de forma activa en las reuniones de la sociedad de Mirza Shafi. Friedrich Bodenstedt, arriba mencionado, comenzó a asistir a las reuniones desde el año 1843. Esta persona jugó un papel crucial en el destino del patrimonio literario de Mirza Shafi.
Bodenstedt que era una persona muy culta, comenzó a aprender las lenguas azerí y persa aun cuando estaba en Tbilisi. Mirza Shafi durante las clases leía para él los versos de Firdovsí, Omar Jayam, Sa'di, Hafez de Shiraz, Fuzûlî, al igual que sus propios versos. Bodenstedt utilizó con eficacia el tiempo pasado con su maestro. Él escribía las conversaciones y versos que escuchaba y tomaba notas. El deseo de Bodenstedt de entender el mundo oriental le gustaba mucho a Mirza Shafi.
Por esa razón él regaló su libro llamado Clave de sabiduría. En 1845, Bodenstedt regresó a Alemania y escribió su libro 1001 días en el Oriente, como resumen de sus días pasados en Tbilisi. Incluyó en este libro los versos traducidos de Mirza Shafi. En el mismo libro Bodenstedt había recopilado las traducciones de las obras de otros poetas azerbayanos y persas. 

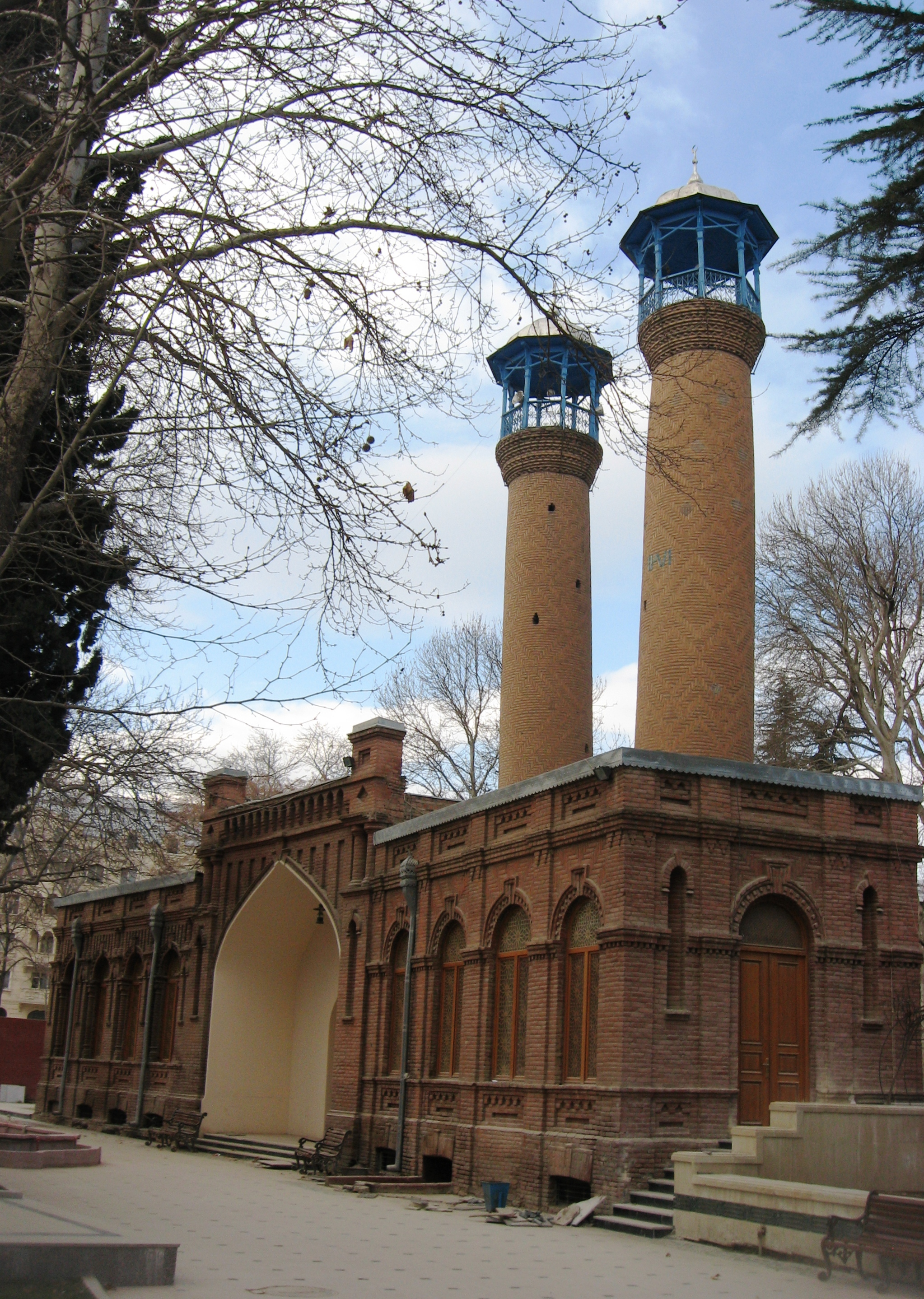
Mezquita Shah Abbas en Ganja, en la madraza, que una vez aprendido Mirza Shafi.

Aquí él no sólo indica el nombre del autor de cada verso, incluido los versos de Mirza Shafi, también da una descripción amplia de cómo y cuándo había anotado estos versos. Pues, gracias a las intenciones del huésped extraño y estudiante más querido, toda Europa conoce a uno de los poetas más destacados de Azerbaiyán del siglo XIX. Bodenstedt antes también había hecho traducciones y se dedicó a la actividad literaria pero nunca había sido tan conocido. Lo conocían sólo en los círculos literarios más estrechos. Y de repente el libro ganó un éxito nunca visto, sorprendiendo incluso a su autor. 
Bodenstedt muy feliz de este éxito con propuesta del editor decidió publicar el libro otra vez. Para hablar con mayor propiedad, se creó un nuevo libro titulado Canciones de Mirza Shafi que también trajo mucha fama a Bodenstedt. El autor y el traductor de Canciones se conocieron en todo el mundo en pocos años. El libro se publicó en varios idiomas: francés, inglés, danés, español, portugués, ruso, checo, húngaro, hebreo. 
Sólo en Alemania, hasta el año 1922, el libro se publicó 169 veces. En este país el libro ganó tanto éxito que hasta lo publicaron varias veces al año. Así que el libro fue publicado 6 veces en 1868 y 12 veces en 1876. Incluso se compuso una opereta llamada Die lieder de Mirza Schaffy que se estrenó por vez primera en 1887. No podemos nombrar ningún otro caso de la obra traducida que ganara tal éxito, tan amplio e inesperado, excepto las traducciones hermosas de las obras de Omar Jayam realizadas por Fiscerald.
Por esta y otras razones a Bodenstedt le dio vueltas la cabeza por su acierto. Tras la muerte de Mirza Shafi y muchos otros de sus contemporáneos, aparece él como si se revelara a sí mismo en la próxima edición titulada De patrimonio de Mirza Shafi. Con prólogo, adiciones y explicaciones de Friedrich Bodenstedt, en 1874. Él afirmó que todos los versos publicados en las dos ediciones del libro de canciones hasta entonces, que fueron mostrados como traducciones de las obras de Mirza Shafi, en realidad pertenecen solamente a la pluma de un autor – el cual es él mismo, es decir, Friedrich Bodenstedt. Como si el autor se hubiera acercado tanto a la figura de las personas del Oriente firmó sus versos bajo el nombre de Mirza Shafi. 
Le llamaron con ironía turco de Hannover o alemán de Ganya. Sin duda, la crítica literaria alemana no informada y la de Europa del oeste no aceptaron esta afirmación de Bodenstadt incondicionalmente. Muchos investigadores incluso pusieron en duda la existencia de una persona llamada Mirza Shafi. Por lo tanto, después de la muerte de Bodenstedt en sus archivos no encontraton Diván de Mirza Shafi. Sin duda, aquel cuaderno con versos de Mirza Shafi, podría arrojar luz sobre esta cuestión discutible. Pero su pérdida con una certeza alemana nos dice mucho. La fama de Mirza Shafi como una personalidad real, incluso fue confesado por el mismo Bodenstedt en la primera edición del libro: 

Muchas canciones compuestas por Mirza Shafi en los concursos poéticos o en otras ocasiones festivas se difundieron mucho entre los tártaros (azerbaiyanos) y georgianos. Sin embargo, no le vino al pensamiento escribir estas canciones. Si en el oriente no hubiera la tradición de decir el nombre del autor al final de todos los gazeles, no sería posible definir a quién pertenecen estos versos.
Bodenstedt

Los versos de Mirza Shafi fueron recopilados por el muftí de Transcaucasia, Molá Huseyn Afandi Gayibov y por primera vez se publicaron en una antología de cuatro tomos de poesía de Azerbaiyán. Los críticos literarios como A.A.Seyidzada, S.Mumtaz, E.Enikolopov, los profesores como M.Rafili, F.Gasimzada, H.Huseynov, M.Gasimov y el académico A.Makovelski, realmente, desempeñaron un papel importante en el campo de estudio de los pensamientos socio-filosóficos de Mirza Shafi, análisis de su creación literaria y en la revelación de la verdad acerca de él. 
Todavía no ha concluido la investigación del patrimonio de Mirza Shafi. Por lo tanto, actualmente los investigadores disponen de tales hechos a través de los cuales se puede recuperar el lugar que ocupa el poeta en la historia de la poesía del mundo sin hacer sombra a las habilidades, el talento y los servicios de su traductor.